# Masdevallia dreisei
Masdevallia dreisei är en orkidéart som beskrevs av Carlyle August Luer. Masdevallia dreisei ingår i släktet Masdevallia och familjen orkidéer. Inga underarter finns listade i Catalogue of Life.